# Michael Bennett (ciclista)
Michael Bennett (Birmingham, 8 giugno 1949) è un ex pistard britannico.

## Palmarès

### Olimpiadi
- 2 medaglie:
  - 2 bronzi (Monaco di Baviera 1972 nell'inseguimento a squadre; Montréal 1976 nell'inseguimento a squadre)